# Colchicum umbrosum
Colchicum umbrosum är en tidlöseväxtart som beskrevs av Christian von Steven. Colchicum umbrosum ingår i släktet tidlösor, och familjen tidlöseväxter. Inga underarter finns listade i Catalogue of Life.